# Muskularny Święty Mikołaj
Muskularny Święty Mikołaj (ang. Santa with Muscles) – amerykańska komedia z 1996 roku w reżyserii Johna Murlowskiego.

## Opis fabuły
Dla Blake'a Thorne'a (Hulk Hogan) pieniądze są całym światem. Pewnego dnia rozgrywka paintballa, w której bierze udział, wymyka się spod kontroli. Ścigany przez policję Thorne wpada do centrum handlowego i zaczyna udawać świętego Mikołaja. Na skutek urazu cierpi na amnezję i dlatego daje się przekonać „elfowi”, że naprawdę jest świętym Mikołajem.

## Obsada
- Hulk Hogan jako Blake Thorne
- Don Stark jako Lenny
- Robin Curtis jako Leslie
- Garrett Morris jako Clayton
- Aria Curzon jako Elizabeth
- Adam Wylie jako Taylor
- Brenda Song jako Susan
- Mila Kunis jako Sarah
- Clint Howard jako Hinkley
- Steve Valentine jako doktor Blight
- Ed Begley, Jr. jako Ebner Frost